# 1943–1944-es magyar labdarúgókupa
Az 1942–1943-as magyar kupa a sorozat 21. kiírása volt, melyen a Ferencvárosi FC csapata 9. alkalommal diadalmaskodott.

## Döntő
| 1944. június 25. 17:00 |

| Ferencvárosi FC | 2–2               | Kolozsvári AC    |
| --------------- | ----------------- | ---------------- |
| Onódi 6' 52'    | (1–0) Jegyzőkönyv | Bonyhádi 53' 72' |

| MOVE-pálya, Budapest Nézőszám: 28 000 Játékvezető: Székely Árpád (magyar) |

| 1944. július 2. 17:00 |

| Kolozsvári AC | 1–3               | Ferencvárosi FC          |
| ------------- | ----------------- | ------------------------ |
| Bonyhádi 1'   | (1–0) Jegyzőkönyv | Sárosi 51' Sipos 57' 89' |

| Egyetemi pálya, Kolozsvár Nézőszám: 10 000 Játékvezető: Székely Árpád (magyar) |

## Külső hivatkozások
- 1943–1944-es magyar labdarúgókupa. magyarfutball.hu
- 1943–1944-es magyar labdarúgókupa. magyarfutball.hu
- 1943–1944-es magyar labdarúgókupa a Nemzeti Labdarúgó Archívum honlapján. nela.hu. [2018. január 18-i dátummal az eredetiből archiválva]. (Hozzáférés: 2018. április 21.)